# Certamen Internacional de Bandas de Música Ciudad de Valencia
Het Certamen Internacional de Bandas de Música Ciudad de Valencia is het muziekconcours van de stad Valencia (Spanje).

## Inleiding
Certamen Internacional de Bandas de Música Ciudad de Valencia is een concertwedstrijd voor harmonie-orkesten dat jaarlijks gehouden wordt in de stad Valencia. Het is de oudste wedstrijd in zijn soort. Jaarlijks nemen er ongeveer 3500 muzikanten aan deel. De organisatie is in handen van het Organiserend Comité (Comité Organitzador) onder verantwoordelijkheid van de stad Valencia. De concertwedstrijden worden gehouden in het Palau de Música en het Plaza de Toros. Hoewel het Certamen organisatorisch deel uitmaakt van het Feria de Julio (het feest van de maand juli) heeft de competitie haar eigen affichering.

## Geschiedenis
In 1886 werd op initiatief van de toenmalige burgemeester van Valencia Manuel Sapiña Rico, met behulp van een van zijn wethouders, José Soriano Plassent, besloten om een muziekwedstrijd voor banda’s (harmonieorkesten) organiseren. Dit was het begin van wat momenteel een van de belangrijkste en oudste wedstrijden in zijn soort is in de mondiale blaasmuziek.
In 1888 was het concours gesplitst in een competitie voor militaire orkesten en burgerorkesten.
De eerste prijs in deze dagen bestond uit een bedrag van 1200 pesetas.
In 1895 werd het concours opgesteld voor buitenlandse orkesten en in 1902 werden door het gemeentebestuur van de stad Valencia twee nieuwe secties toegevoegd, een voor regionale Valenciaanse orkesten en een voor nationale orkesten.
Na de Tweede Wereldoorlog werd de competitie nieuw leven ingeblazen. Het prijzengeld werd verhoogd, evenals het aantal deelnemende bands.
Sinds 1977 staat de competitie volledig open voor bands van alle continenten.
Het organiserende comité heeft ondanks allerlei veranderingen die in de loop der tijd zijn aangebracht getracht het eigen karakter en de oorsprong van de competitie te bewaren.
Zo is er een "Prijs voor het beste Valenciaanse orkest" en een prijs voor de beste uitvoering van een muziekwerk geschreven door een Valenciaanse componist en beginnen alle wedstrijden met de uitvoering van een pasodoble.
Het toelaten van buitenlandse bands is een belangrijke impuls geweest voor de toenemende concurrentie op internationaal vlak en heeft daarbij ook bijgedragen aan een globalisering van de blaasmuziek. Maar ook voor de economie en de bekendheid van de regio Valencia zeker na het tijdperk Franco.

## Het concours
In principe kan ieder harmonieorkest deelnemen aan het Certamen, mits aan een bepaald muzikaal niveau wordt voldaan. Na inschrijving van de vereniging, waarbij ook een presentatie hoort, wordt er door het organiserende comité een selectie gemaakt op basis van het aanbod per afdeling. Hierna worden de geselecteerde orkesten door de stad Valencia uitgenodigd deel te nemen aan het Certamen.

## Muziekwerken en compositie-opdracht.
Deelname aan het Certamen houdt een aantal verplichtingen in. Zo dient ieder orkest als inspeelwerk een pasodoble te spelen. Verder wordt er per afdeling een verplicht werk voorgeschreven. Vaak is dat een compositieopdracht gedaan aan een Spaanse/Valenciaanse componist. Ook zal ieder orkest een vrije keuze werk dienen te spelen. Qua tijdsduur en moeilijkheidsgraad zijn hier regels aan verbonden.

## Indeling in afdelingen.
De indeling in welke afdeling men speelt is niet afhankelijk van het niveau, maar van aantal muzikanten per orkest:
- Derde afdeling: 40 – 50 muzikanten
- Tweede afdeling: 51 – 80 muzikanten
- Eerste afdeling: 81 – 110 muzikanten
- Ere-afdeling: 111 – 150 muzikanten

### Plaats van handeling
Bands die uitkomen in de derde (Sección Tercera) en de tweede (Seccion Segunda) afdeling spelen in het Palau de Música, en de bands in de eerste (Sección Primera) en ere-afdeling (Sección de Honor) spelen in het Plaza de Toros.

## Jury
Het Certamen heeft een internationale jury.
Op voorstel van de federatie van muziekinstanties voor het autonome gebied van Valencia (Federación de Sociedades Musicales de la Comunidad Valenciana) wordt er een lijst van 20 namen opgesteld van personen die op basis van hun muziekkennis en ervaring in de muziekwereld in aanmerking komen voor een plaats in de jury. Hieruit worden uiteindelijk door een notaris door loting 5 personen gekozen die de jury vormen. De jury bestaat uit 2 leden uit de regio Valencia en 3 internationale juryleden. De jury wordt ieder jaar opnieuw samengesteld.

## Geluidsarchief
Sinds 1979 wordt er door de organisatie van het Certamen een geluidsarchief bijgehouden met alle opnames van deelnemende orkesten. Deze is op dit punt de grootste in de wereld en tegenwoordig online te beluisteren op de officiële website van het concours.